# Bico-adunco-rabicurto
Bico-adunco-rabicurto (Neosuthora davidiana) é uma espécie de ave da família dos paradoxornitídeos. Pode ser encontrada nos seguintes países: China, Laos, Mianmar, Tailândia e Vietname. Os seus habitats naturais são: florestas subtropicais ou tropicais húmidas de baixa altitude.